# قانون الزواج من المغتصب
قانون الزواج بالمغتصب أو قانون الزواج المتعلق بالاغتصاب هو قانون يخصُّ الاغتصاب ويعفي المغتصب من المقاضاة بتهمة الاغتصاب أو الاعتداء الجنسي أو الاختطاف أو أي أفعال مشابهة إذا تزوج الجاني من ضحيته الأنثى. إنَّ قانون الزواج من المغتصب هو وسيلة قانونية يتجنب من خلالها هذا المغتصب العقاب والملاحقة. وعلى الرغم من أنه لم تتم صياغة المصطلحات الخاصة بهذه الظاهرة حتى عام 2010 فقد وجدت هذه الممارسة في عدد من الأنظمة القانونية خلال التاريخ وما زالت موجودة في بعض المجتمعات اليوم بأشكال مختلفة. كانت مثل هذه القوانين شائعة في جميع أنحاء العالم حتى سبعينيات القرن العشرين. وبدأ إلغاء القوانين المتبقية من هذا النوع في عدد من البلدان منذ أواخر القرن العشرين.

## خلفية القانون
يزعم مؤيدو قوانين الزواج من المغتصب أنه يحمي الضحية وعائلتها من عار الاغتصاب. ونتيجة لذلك فإن العديد من النساء لا يقمن بالتبليغ عن تعرضهن للاعتداء الجنسي لأنهن يخشين من هذا العار ومن إمكانية التعرض للقتل على يد أحد أفراد العائلة. إذا تزوجت امرأة من مغتصبها فإنها ببساطة تحافظ على شرف عائلتها وتتجنب قضاء حياتها معرضةً للعار الجنسي. أجريت مقابلات مع 35 امرأة نجت من الاغتصاب في دراسة تمت في تايوان في آب عام 2000 لتحليل الصدمة التي تعرضن لها هؤلاء النساء ونمط الشعور بالعار أو القلق الجنسي الذي يشعرن به نتيجة اعتداءهن. أظهرت نتائج هذه الدراسة أن هؤلاء النساء يخشين من التحدث عن الاعتداء الذي تم بحقهن، ويشعرن بالذنب بسبب إهانتهن لأسرهن وبالعار الجنسي واللوم الذاتي، ويملكن وجهات نظر سلبية عن أنفسهن كنساء. لا يعتقد معارضو قوانين الزواج من المغتصب أنه يجب ترك الضحايا يشعرن بهذه الطريقة بعد تعرضهم للهجوم، أو تركهم يشعرون بالحاجة إلى تغطية الاعتداء من خلال الزواج من الجاني. يزعم المعارضون أنَّ هذه القوانين تعزز حالات الإفلات من العقاب المتعلق بجريمة الاغتصاب، وتزيد من ظلم ضحايا الجريمة. تتعارض وجهات نظر مؤيدو أفكار شرف الأسرة والعفة النسائية والزوجية للمرأة بمطالبة الآخرين بحق المرأة في السعادة الفردية والحرية والاستقلال الجنسي. ووفقاً لما ذكرته بورنا سين مديرة السياسات القانونية في هيئة الأمم المتحدة للمرأة فقد تم إقرار هذه القوانين لتطبيع الأنشطة الجنسية غير القانونية. إنهم يجعلون العلاقات الجنسية أكثر احترامًا في المجتمع لأنها تعتبر مشكلة في بعض الثقافات. تندرج البلدان التي لديها هذه القوانين تحت فئة البلدان غير المتطورة والبلدان المحافظة.

## التاريخ

### العصور القديمة حتى عام 1900
كان ينظر عادة إلى زواج الجاني من الضحية بعد الاغتصاب على أنه حل مناسب للحالة. كانت العذرية في الثقافات القديمة ذات قيمة عالية، وكانت المرأة المغتصبة تملك فرص ضئيلة في الزواج. أجبرت هذه القوانين المغتصب على تقديم الدعم المالي لضحيته. يمكن العثور على أحد هذه الأحكام في كتاب سفر التثنية 22: 28-29 «إِذَا وَجَدَ رَجُلٌ فَتَاةً عَذْرَاءَ غَيْرَ مَخْطُوبَةٍ، فَأَمْسَكَهَا وَاضْطَجَعَ مَعَهَا، فَوُجِدَا. يُعْطِي الرَّجُلُ الَّذِي اضْطَجَعَ مَعَهَا لأَبِي الْفَتَاةِ خَمْسِينَ مِنَ الْفِضَّةِ، وَتَكُونُ هِيَ لَهُ زَوْجَةً مِنْ أَجْلِ أَنَّهُ قَدْ أَذَلَّهَا. لاَ يَقْدِرُ أَنْ يُطَلِّقَهَا كُلَّ أَيَّامِهِ.» تمنح الفتاة أو والدها (حسب عمر الفتاة) خيار مطالبة الرجل بالزواج منها بالإضافة إلى دفع غرامة قدرها 50 فضية تغطي أي أضرار جسدية أو نفسية تعرضت لها الفتاة.
كان بإمكان الرجل في العصور الوسطى في أوروبا على سبيل المثال اغتصاب امرأة وبعد ذلك بإمكانها أن تختار الزواج منه أو تتعرض لضغوط لكي تفعل ذلك لأنها كانت تعتبر سلعة تالفة، مما يقلل من فرصها بالزواج. يمكن أن يشير مصطلح (اغتصاب) في هذا السياق أيضًا إلى الفرار: امرأة أعطت موافقتها ليتم اختطافها من قبل الرجل الذي تحبه لتجنب طلب موافقة والديها على الزواج منه.

### القرن العشرين والحادي والعشرين

خريطة عن قوانين الزواج من المغتصب حسب الدول منذ العام 1980.
بلد لديه قانون/ قوانين الزواج من المغتصب
جزء من منطقة لديها قانون /قوانين الزواج من المغتصب
بلد في طور إلغاء قانون/ قوانين الزواج من المغتصب
بلد ألغى قانون/ قوانين الزواج من المغتصب بعد العام 1980
بلد لم يكن لديه قانون/ قوانين الزواج من المغتصب بعد العام 1980

أبقت العديد من بلدان الشرق الأوسط وشمال أفريقيا قوانين الزواج بالمغتصب التي تم تبنيها عند تحقيق الاستقلال في منتصف القرن العشرين. تعود أصول هذه القوانين إلى مزيج من التقاليد العربية المحلية الموجودة سابقًا والفقه الإسلامي (المدرسة الحنفية) وقوانين الإمبراطورية العثمانية والقوانين الأوروبية (الفرنسية والبريطانية) خلال الفترة الاستعمارية.
كانت قوانين الزواج من المغتصب شائعة في جميع أنحاء العالم حتى سبعينيات القرن العشرين. بدأ تحدي وإلغاء هذا النوع من القوانين منذ أواخر القرن العشرين في عدد من البلدان.
امتلك 15 بلدًا من بلدان أمريكا اللاتينية في عام 1997 قوانين تبرأ المغتصب إذا عرض الزواج من الضحية وقبلت. هذه البلدان هي الأرجنتين والبرازيل وشيلي وكولومبيا وكوستاريكا والإكوادور وغواتيمالا وهندوراس ونيكاراغوا وبنما وبيرو (منذ عام 1924) وباراغواي وجمهورية الدومينيكان وأوروغواي وفنزويلا. وبرأت كوستاريكا المغتصب إذا أعرب عن نيته في الزواج من الضحية حتى لو لم تقبل الضحية بذلك. تم تعديل القانون في بيرو في عام 1991 لإعفاء جميع المُدعى عليهم في قضية الاغتصاب الجماعي إذا تزوج أحدهم من الضحية. قامت هذه الدول (باستثناء أربعة دول منها) بإلغاء هذه القوانين نهائيًا بحلول عام 2017. ألغت كولومبيا القانون في عام 1997، وبيرو وتشيلي في عام 1999 والبرازيل وأوروغواي في عام 2005، ونيكاراغوا وغواتيمالا في عام 2006، وكوستاريكا في عام 2007، وبنما في عام 2008، والأرجنتين في عام 2012، والإكوادور في عام 2014. وكان لدى إيطاليا قوانين مماثلة حتى عام 1981.